# SP-103
A SP-103 é uma rodovia transversal do estado de São Paulo, administrada pelo Departamento de Estradas de Rodagem do Estado de São Paulo (DER-SP) e pela concessionária Ecopistas.

## Denominações
Recebe as seguintes denominações em seu trajeto:
Nome:	João do Amaral Gurgel, Rodovia
- De - até:	Caçapava - Jambeiro
- Legislação: LEI 2.624 DE 18/12/80

Nome:	Julio de Paula Moraes, Professor, Rodovia
- De - até:	Jambeiro - SP-99
- Legislação: LEI 3.208 DE 05/01/82

## Descrição
Principais pontos de passagem: BR-116 (Caçapava) - Jambeiro - SP 099

## Características

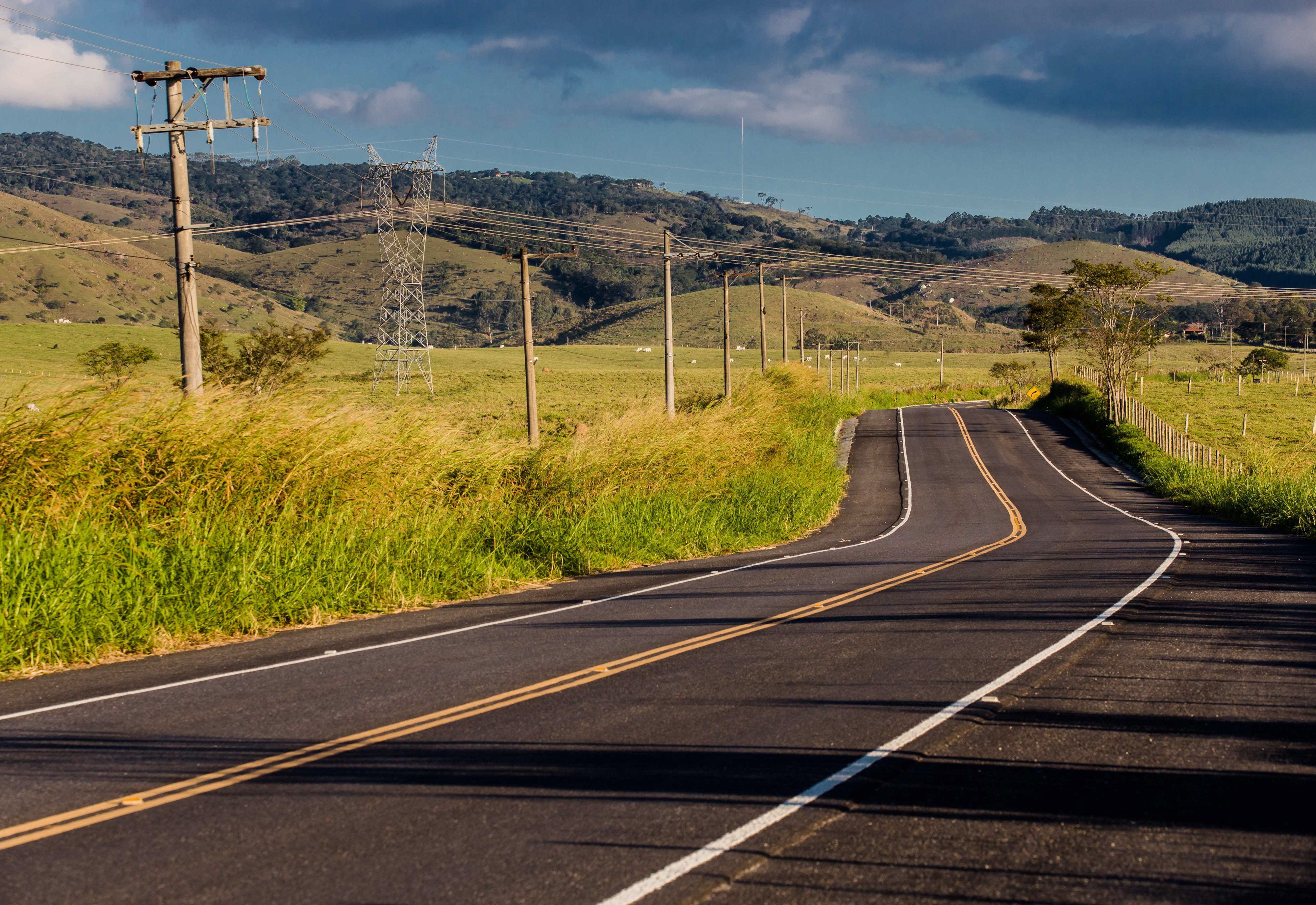
Trecho da SP-103 em Caçapava.

### Extensão
- Km Inicial: 0,000
- Km Final: 32,700

### Localidades atendidas
- Caçapava
- São José dos Campos
- Jambeiro